# Edward Maria Wingfield
Pour les articles homonymes, voir Wingfield.
Edward Maria Wingfield, né en 1550 à Stonely (en) près de Kimbolton et mort en 1631, est un soldat, membre du Parlement et colon en Amérique du Nord anglais. Il est le petit-fils de Richard Wingfield.
Débarqué en Virginie, il succédera à John Ratcliffe comme gouverneur de la colonie (1607–1607) qui devint plus tard Jamestown.